# Пройдак Юрій Сергійович

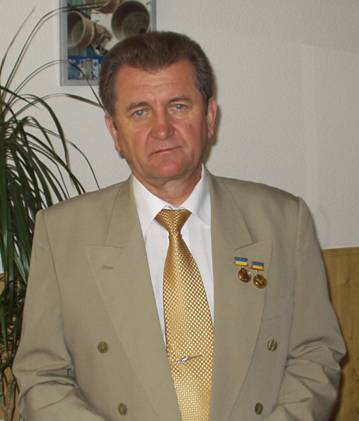
Пройдак Юрій Сергійович

Юрій Сергійович Пройдак (*15 січня 1952) — український  учений у галузі металургії. Доктор технічних наук, професор. Академік АН ВШ України з 2002 р.

## Біографія
Народився в Молдові в родині механіка нафтових бурових установок і вчительки російської мови. Після закінчення Приморської середньої школи Одеської обл. в 1969 р. вступив до Дніпропетровського металургійного інституту (нині — Національна металургійна академія України, НМетАУ), який закінчив у 1974 р. з відзнакою. Відтоді наукова й науково-педагогічна діяльність пов’язана із НМетАУ. З 1974 р. — інженер, потім старший науковий співробітник. З 1982 р. — на викладацькій роботі, з 1999 р. — професор кафедри електрометалургії. З 2001 р. — проректор з наукової роботи. У 1980 р. захистив кандидатську, а в 1999 р. — докторську дисертації, присвячені теорії й практиці електроплавки, спецелектрометалургії й позапічної обробки сталей спеціального призначення.

## Наукова діяльність
Головні напрями наукової спеціалізації: теоретичне поглиблення наукових засад процесів модифікування структури металу й керування формуванням вторинних фаз; термодинамічні й кінетичні дослідження впливу перегріву розчину, що кристалізується при електропереплавних процесах на переохолодження й структуроутворення металу; фізико-хімічний і термодинамічний аналіз розплавів складних оксидних систем задля забезпечення умов глибокої десульфурації й розкислення колісної сталі при її позапічній обробці. Проведені дослідження дозволили забезпечити надійними колесами рухливі склади відповідального призначення. Особливу актуальність ці роботи здобувають у зв’язку з тим, що з дев’яти транспортних коридорів, які поєднують Західну Європу із Центральною та Східною,  чотири прямо зачіпають економічні інтереси України.
Автор понад 220 наукових праць, зокрема 6 монографій та 6 підручників і навчальних посібників. Має 22 авторських свідоцтва та патенти України і Росії.
Голова спеціалізованої вченої ради із захисту докторських дисертацій (спеціальності «процеси й машини обробки тиском», «металознавство й термічна обробка» та «ливарне виробництво»), а також член спеціалізованої ради за фахом «математичне моделювання та обчислювальні методи».
Член редакційної ради журналу «Теорія й практика металургії» Академії інженерних наук України та член редколегії журналу «Електрометалург» Міністерства промисловості, науки й технологій Російської Федерації.

## Нагороди
Лауреат премії ім. Ярослава Мудрого АН ВШ України (2006), Державної премії України в галузі науки й техніки (2004). Заслужений діяч науки і техніки України (2007).
Віце-президент АН ВШ України з 2007 р. Голова Дніпропетровського регіонального відділення АН ВШ України з 2006 р.